# Відбірковий турнір до чемпіонату Європи з футболу серед молодіжних команд 2011. Група 5
Група 5 у відбірковому турнірі, в якій брали участь молодіжні збірні таких країн, як Чехія, Німеччина, Ісландія, Північна Ірландія і Сан Марино.

## Турнірна таблиця
| Команда           | І | В | Н | П | ГЗ | ГП | РГ  | О  |
| ----------------- | - | - | - | - | -- | -- | --- | -- |
| Чехія             | 8 | 7 | 1 | 0 | 25 | 4  | +21 | 22 |
| Ісландія          | 8 | 5 | 1 | 2 | 29 | 11 | +18 | 16 |
| Німеччина         | 8 | 3 | 3 | 2 | 26 | 10 | +16 | 12 |
| Північна Ірландія | 8 | 2 | 1 | 5 | 12 | 16 | -4  | 7  |
| Сан-Марино        | 8 | 0 | 0 | 8 | 0  | 51 | -51 | 0  |

Кваліфікація
- Чехія і Ісландія забезпечили собі місця у плей-оф кваліфікації.
- Німеччина і Північна Ірландія вибули.
- Сан Марино зайняла останнє місце у групі.

## Матчі
| 9 червня 2009 20:30 CET |

| Сан-Марино | 0:8        | Чехія                                                                          |
| ---------- | ---------- | ------------------------------------------------------------------------------ |
|            | Звіт матчу | Пекгарт 19' 31' 38' Горжава 29' Валента 45' Дочкал 49 (пен.)' 70' Храмоста 86' |

| Олімпіко Серравале, Серравалле Арбітр: Х'ю Джонс ( Уельс) |

| 12 серпня 2009 17:30 CET |

| Ісландія | 0:2        | Чехія                    |
| -------- | ---------- | ------------------------ |
|          | Звіт матчу | Рабушич 58' Челустка 79' |

| КР-Веллур, Рейк'явік Арбітр: Юан Норріс ( Шотландія) |

| 4 вересня 2009 18:00 CET |

| Німеччина                                                     | 6:0        | Сан-Марино |
| ------------------------------------------------------------- | ---------- | ---------- |
| Накі 4' Д. Боатенг 19' Гуммельс 31' Шибер 33' 56' Геведес 41' | Звіт матчу |            |

| Tivoli, Аахен Арбітр: Горан Спирковськи ( Північна Македонія) |

| 4 вересня 2009 20:00 CET |

| Чехія                | 2:0        | Північна Ірландія |
| -------------------- | ---------- | ----------------- |
| Гецов 72' Дочкал 83' | Звіт матчу |                   |

| Стрельнице, Яблонець-над-Нісоу Арбітр: Томас Вейльгор ( Данія) |

| 8 вересня 2009 20:15 CET |

| Німеччина             | 1:2        | Чехія                  |
| --------------------- | ---------- | ---------------------- |
| Гуммельс 90+2 (пен.)' | Звіт матчу | Рабушич 21' 70 (пен.)' |

| BRITA-Arena, Вісбаден Арбітр: Стюарт Еттвелл ( Англія) |

| 8 вересня 2009 20:30 CET |

| Північна Ірландія | 2:6        | Ісландія                                                                                   |
| ----------------- | ---------- | ------------------------------------------------------------------------------------------ |
| Медженніс 58' 76' | Звіт матчу | Б.-Т. Відарссон 15 (пен.)' Гуннарссон 32' Фіннбогасон 42' Гісласон 44' 64' Гудмундссон 57' |

| The Showgrounds, Колрейн Арбітр: Томаш Богнар ( Угорщина) |

| 9 жовтня 2009 21:00 CET |

| Ісландія                                                                                     | 8:0        | Сан-Марино |
| -------------------------------------------------------------------------------------------- | ---------- | ---------- |
| Гудмундссон 4' 40' 86' Ейольфссон 24' Гісласон 25' 75 (пен.)' Ормарссон 79' Стейндорссон 89' | Звіт матчу |            |

| Лаугардалсвеллур, Рейк'явік Арбітр: Річард Трутц ( Словаччина) |

| 13 жовтня 2009 17:00 CET |

| Ісландія                       | 2:1        | Північна Ірландія |
| ------------------------------ | ---------- | ----------------- |
| Гудмундссон 56' Джозефссон 70' | Звіт матчу | Лоурі 80'         |

| Grindavíkurvöllur, Ґріндавік Арбітр: Фріц Штухлік ( Австрія) |

| 13 листопада 2009 19:30 CET |

| Сан-Марино | 0:6        | Ісландія                                                                        |
| ---------- | ---------- | ------------------------------------------------------------------------------- |
|            | Звіт матчу | Сігторссон 8' Сігурдссон 15' 31' Б.-Т. Відарссон 18 (пен.)' Фіннбогасон 60' 82' |

| Олімпіко Серравале, Серравалле Арбітр: Люк Вільм ( Люксембург) |

| 13 листопада 2009 20:00 CET |

| Північна Ірландія | 1:1        | Німеччина        |
| ----------------- | ---------- | ---------------- |
| Норвуд 90+4'      | Звіт матчу | Хоупо-Мотінг 90' |

| Овал, Белфаст Арбітр: Дуарте Гомеш ( Португалія) |

| 17 листопада 2009 19:30 CET |

| Сан-Марино | 0:11       | Німеччина |
| ---------- | ---------- | --- |
|            | Звіт матчу | Гуммельс 4' 56' 71 (пен.)' Хоупо-Мотінг 11' Швааб 31 (пен.)' Бадштубер 33' Шуррле 44' Сам 49' Мюллер 58' Сукута-Пасу 69' Баргфреде 82' |

| Олімпіко Серравале, Серравалле Арбітр: Ігор Іщенко ( Україна) |

| 17 листопада 2009 19:45 CET |

| Північна Ірландія | 1:2        | Чехія               |
| ----------------- | ---------- | ------------------- |
| Норвуд 82'        | Звіт матчу | Земан 36' Козак 38' |

| The Showgrounds, Ballymena Арбітр: Александру Дякону ( Румунія) |

| 2 березня 2010 17:45 CET |

| Німеччина             | 2:2        | Ісландія                           |
| --------------------- | ---------- | ---------------------------------- |
| Гебхарт 10' Шибер 50' | Звіт матчу | Сігторссон 13' Б.-Т. Відарссон 77' |

| Магдебург Арена, Магдебург Арбітр: Георгіос Далукас ( Греція) |

| 2 березня 2010 20:30 CET |

| Сан-Марино | 0:3        | Північна Ірландія        |
| ---------- | ---------- | ------------------------ |
|            | Звіт матчу | Норвуд 24' 78' Лоурі 38' |

| Олімпіко Серравале, Серравалле Арбітр: Елмір Алечкович ( Боснія і Герцеговина) |

| 11 серпня 2010 18:00 CET |

| Чехія                                               | 5:0        | Сан-Марино |
| --------------------------------------------------- | ---------- | ---------- |
| Пекгарт 3' 14' 40' Коваржик 22' Храмоста 47 (пен.)' | Звіт матчу |            |

| На Юлісце, Прага Арбітр: Віталій Севостяник ( Білорусь) |

| 11 серпня 2010 18:15 CET |

| Ісландія                                                   | 4:1        | Сан-Марино     |
| ---------------------------------------------------------- | ---------- | -------------- |
| Б'ярнасон 5' Сігурдссон 53' Сігторссон 54' Фіннбогасон 84' | Звіт матчу | Гросскройц 49' |

| Каплакрікавеллур, Гапнарфйордур Арбітр: Еспен Бернтсен ( Норвегія) |

| 3 вересня 2010 18:30 CET |

| Чехія       | 1:1        | Німеччина    |
| ----------- | ---------- | ------------ |
| Маречек 38' | Звіт матчу | Кіршхофф 71' |

| Месцьки, Млада Болеслав Арбітр: Андреа Де Марко ( Італія) |

| 3 вересня 2010 20:45 CET |

| Північна Ірландія                                    | 4:0        | Сан-Марино |
| ---------------------------------------------------- | ---------- | ---------- |
| Літтл 4' 85 (пен.)' Мак-Гівен 15 (пен.)' Грігг 90+2' | Звіт матчу |            |

| Шоуграундс, Колрейн Арбітр: Іоанніс Анастасіу ( Кіпр) |

| 7 вересня 2010 17:00 CET |

| Німеччина                   | 3:0        | Північна Ірландія |
| --------------------------- | ---------- | ----------------- |
| Голтбі 42' 60' Геррманн 67' | Звіт матчу |                   |

| Шпортпарк, Інґольштадт Арбітр: Ханнес Каасік ( Естонія) |

| 7 вересня 2010 17:00 CET |

| Чехія                             | 3:1        | Ісландія        |
| --------------------------------- | ---------- | --------------- |
| Ваха 20' Пекгарт 65' Коваржик 67' | Звіт матчу | Фіннбогасон 80' |

| Арена Чанце, Яблонець Арбітр: Хюсейн Гечек ( Туреччина) |

## Бомбардири
Станом на 7 вересня було забито 92 голів за 20 матчів, в середньому 4,6 голів за гру.
| Поз. | Гравець              | Країна            | Голи |
| ---- | -------------------- | ----------------- | ---- |
| 1    | Томаш Пекгарт        | Чехія             | 9    |
| 2    | Йоханн Гудмундссон   | Ісландія          | 6    |
| 3    | Альфред Фіннбогасон  | Ісландія          | 5    |
| 3    | Гюлфі Тор Сігурдссон | Ісландія          | 5    |
| 3    | Матс Гуммельс        | Німеччина         | 5    |
| 4    | Рурік Гісласон       | Ісландія          | 4    |
| 4    | Олівер Норвуд        | Північна Ірландія | 4    |
| 5    | Лібор Козак          | Чехія             | 3    |
| 5    | Міхаель Рабушич      | Чехія             | 3    |
| 5    | Колбейн Сігторссон   | Ісландія          | 3    |
| 5    | Юліан Шибер          | Німеччина         | 3    |
| 5    | Боржек Дочкал        | Чехія             | 3    |
| 5    | Б'ярні-Тор Відарссон | Ісландія          | 3    |
| 6    | Ян Храмоста          | Чехія             | 2    |
| 6    | Льюїс Голтбі         | Німеччина         | 2    |
| 6    | Ендрю Літтл          | Північна Ірландія | 2    |
| 6    | Ян Коваржик          | Чехія             | 2    |
| 6    | Джошуа Медженніс     | Північна Ірландія | 2    |
| 6    | Джеймс Лоурі         | Північна Ірландія | 2    |
| 6    | Альмар Ормарссон     | Ісландія          | 2    |